# Cantón de Meaux-Sur
El cantón de Meaux-Sur era una división administrativa francesa, que estaba situada en el departamento de Sena y Marne y la región de Isla de Francia.

## Composición
El cantón estaba formado por nueve comunas, más una fracción de la comuna que le daba su nombre:
- Fublaines
- Isles-lès-Villenoy
- Mareuil-lès-Meaux
- Meaux (fracción)
- Montceaux-lès-Meaux
- Nanteuil-lès-Meaux
- Trilbardou
- Trilport
- Vignely
- Villenoy

## Supresión del cantón de Meaux-Sur
En aplicación del Decreto n.º 2014-186 de 18 de febrero de 2014, el cantón de Meaux-Sur fue suprimido el 22 de marzo de 2015 y sus 10 comunas pasaron a formar parte; cinco del nuevo cantón de Claye-Souilly, cuatro del nuevo cantón de La-Ferté-sous-Jouarre y la fracción de la comuna que le daba su nombre se unió a la otra fracción para formar el nuevo cantón de Meaux.